# Força centrífuga
La força centrífuga és una força inercial (forces també anomenades "fictícies" o "pseudoforces") que tendeix a allunyar els objectes del seu centre de rotació quan segueixen un moviment circular.
- La força centrífuga és una de les forces inercials que semblen actuar sobre un objecte quan el seu moviment es descriu segons un sistema de referència en rotació.
- La força centrífuga és producte de la reacció exercida per un objecte que descriu un recorregut circular sobre l'objecte que causa aquest moviment curvilini, segons la tercera llei de Newton. En realitat és només l'efecte de la inèrcia en un moviment circular, no és causada per la interacció d'un altre cos físic.

La força centrífuga sorgeix quan analitzem el moviment d'un objecte des d'un sistema de referència no inercial, o accelerat, que descriu un moviment circular uniforme.
La força centrífuga serà el producte de la massa per l'acceleració centrífuga, en un sistema de referència no inercial.

## Exemples

### El vehicle que pren una corba
Una experiència comuna que causa la idea d'una força centrífuga la troben els passatgers d'un vehicle, com un cotxe, que està canviant de direcció. Si un cotxe viatja a una velocitat constant al llarg d'una carretera recta, llavors un passatger a l'interior no està accelerant i, segons la segona llei del moviment de Newton, la força neta que actua sobre ell és, per tant, zero (totes les forces que hi actuen es cancel·len mútuament). Si el cotxe entra en una corba a l'esquerra, el passatger experimenta una força aparent que sembla estirar-lo cap a la dreta. Això és la força centrífuga fictícia. Es necessita dins del marc local de referència del passatger per explicar la seva tendència sobtada a accelerar a la dreta respecte del cotxe —una tendència que ha de resistir aplicant una força a la dreta sobre el cotxe (per exemple, una força de fricció contra el seient) per tal de quedar en una posició fixa a l'interior. Com que empeny el seient cap a la dreta, la tercera llei de Newton diu que el seient l'empeny cap l'esquerra. La força centrífuga s'ha d'incloure en el marc de referència del passatger (en el qual el passatger està en repòs): aquesta contraresta la força cap a l'esquerra aplicada al passatger pel seient i explica per què aquesta força desequilibrada no fa que s'acceleri. Tanmateix, seria evident per a un observador estacionari que veiés des d'un pas superior que la força de fricció exercida sobre el passatger pel seient no s'està equilibrant; constitueix una força neta cap a l'esquerra, que fa que el passatger acceleri cap a l'interior de la corba, com ho ha de fer per continuar avançant amb el cotxe en lloc de procedir en línia recta com ho faria altrament. Així, la "força centrífuga" que sent és el resultat d'una "tendència centrífuga" provocada per la inèrcia. Es troben efectes similars en avions i muntanyes russes, on la magnitud de la força aparent es mesura sovint en "G".

### Pedra girant
Si fem girar, horitzontalment, una pedra lligada amb una corda, l'única força real que actua sobre la pedra en el pla horitzontal és l'aplicada per la corda (la gravetat actua verticalment). Hi ha una força neta sobre la pedra en el pla horitzontal que actua cap al centre.
En un marc de referència inercial, si no fos per aquesta força neta que actua sobre la pedra, aquesta viatjaria en línia recta, segons la primera llei del moviment de Newton. Per tal que la pedra es mogui en una trajectòria circular, cal aplicar, de forma contínua, una força centrípeta amb l'ajuda de la corda. Si aquesta força deixa d'actuar (per exemple si la corda es trenca) la pedra es mourà en línia recta. En aquest marc inercial, no cal utilitzar el concepte de força centrífuga ja que el moviment pot ser descrit correctament utilitzant només les forces reals i les lleis del moviment de Newton.
En un marc de referència que giri amb la pedra, la pedra és estacionària. No obstant això, la força aplicada per la corda segueix actuant sobre la pedra. Aplicant les lleis de Newton en la seva forma habitual (marc inercial), es conclouria que la pedra s'hauria d'accelerar en la direcció de la força neta aplicada -cap a l'eix de rotació-, però no ho fa. Caldrà incloure una força centrífuga fictícia juntament amb les forces reals per a poder aplicar les lleis del moviment de Newton en el marc de referència en rotació.

### Terra
La Terra constitueix un marc de referència giratori perquè gira una vegada cada 23 hores i 56 minuts al voltant del seu eix. Com que la rotació és lenta, les forces fictícies que produeix sovint són petites, i en situacions quotidianes generalment es poden ignorar. Fins i tot en els càlculs que requereixen una alta precisió, la força centrífuga generalment no s'inclou explícitament, sinó que s'agrupa amb la força gravitatòria: la força i la direcció de la "gravetat" local en qualsevol punt de la superfície de la Terra és en realitat una combinació de les forces gravitatòria i centrífuga. Tanmateix, les forces fictícies poden ser de mida arbitrària. Per exemple, en un sistema de referència lligat a la Terra, la força fictícia (la suma de la força de Coriolis i la centrífuga) és enorme i és responsable que el Sol orbiti al voltant de la Terra (al sistema de referència lligat a la Terra). Això es deu a la gran massa i velocitat del Sol (en relació amb la Terra).

### Pes d'un objecte als pols i en l'equador
Si un objecte es pesa amb una balança de molla simple en un dels pols de la Terra, hi ha dues forces que actuen sobre l'objecte: la gravetat de la Terra, que actua en direcció cap avall, i la força de restauració igual i oposada a la molla, que actua cap amunt. Com que l'objecte està estacionari i no accelera, no hi ha força neta que actuï sobre l'objecte i la força de la molla és igual en magnitud a la força de gravetat sobre l'objecte. En aquest cas, la balança mostra el valor de la força de gravetat sobre l'objecte.
Quan el mateix objecte es pesa a l'equador, les mateixes dues forces reals actuen sobre l'objecte. Tanmateix, l'objecte es mou en una trajectòria circular mentre la Terra gira i, per tant, experimenta una acceleració centrípeta. Quan es considera en un marc inercial (és a dir, un que no gira amb la Terra), l'acceleració diferent de zero significa que la força de la gravetat no s'equilibrarà amb la força de la molla. Per tenir una força centrípeta neta, la magnitud de la força de restauració de la molla ha de ser inferior a la magnitud de la força de la gravetat. Menys força de restauració a la molla es reflecteix a l'escala com a menys pes, aproximadament un 0,3% menys a l'equador que als pols. En el marc de referència de la Terra (en el qual l'objecte que es pesa està en repòs), l'objecte no sembla estar accelerant, però les dues forces reals, la gravetat i la força de la molla, són de la mateixa magnitud i no s'equilibren. S'ha d'incloure la força centrífuga perquè la suma de les forces sigui zero per igualar l'aparent manca d'acceleració.

### Via equatorial
Aquest experiment mental és més complicat que els exemples anteriors en que requereix l'ús del Coriolis obliga així com la força centrífuga.
Si hi havia una línia de via corrent arredoneix l'equador de la Terra, un tren que mou a l'oest al llarg d'ella el dejuni prou quedaria immòbil en un marc que mou (però no rotant) amb la Terra; estaria encara com la Terra va filar sota el. En aquest marc inert la situació és fàcil d'analitzar. Les forces úniques actuar en el tren (suposant cap resistència de vent o altres forces horitzontals) és la seva gravetat (avall) i l'igual i oposat (alcista) força des de la pista. no hi ha cap força neta en el tren i ella per tant queda immòbil.
En un marc rotar amb la Terra els moviments de tren en una òrbita circular mentre viatja arredoneix la Terra. En aquest marc, la força de reacció alcista des de la pista i la força de la gravetat en el tren queda igual, mentre són forces reals. Tanmateix, en la Terra (rotant) marc, el tren està viatjant en un camí circular i, per tant, requereix un centrípet (descendent) força per seguir-la en aquest camí. Perquè aquests usos un marc de rotar, el (fictici) s'ha d'aplicar la força centrífuga al tren. Això és igual dins valora a la força centrípeta requerida però actes en una direcció alcista — la direcció oposada a allò va requerir. Semblaria que hi ha una força alcista neta en el tren i ella per tant accelerar amunt.
La resolució a aquestes mentides de paradoxa en el fet que el tren és en moció amb respecte al rotant emmarca i és subjecte a (a més de la força centrífuga) els Coriolis obliguen, el qual, en aquest exemple, actua en la direcció descendent i és dues vegades tan fort com la força centrífuga.

## Força centrípeta enfront de força centrífuga
La força centrípeta és la component de força dirigida cap al centre de curvatura de la trajectòria d'una partícula. En mecànica clàssica, les forces centrípetes són forces reals associades causalment a l'acció d'algun agent exterior a la partícula o el cos. En el cas del moviment circular uniforme, la força centrípeta està dirigida cap al centre de la trajectòria circular i és necessària per produir el canvi de direcció de la velocitat de la partícula. Si sobre la partícula no actués cap força, es mouria en línia recta amb velocitat constant.
La "força centrífuga" no és una força en el sentit usual de la paraula, sinó que és una força fictícia que apareix en els sistemes referencials no-inercials. És a dir, la força aparent que un observador no inercial sembla percebre com a resultat de la no inercialitat del seu sistema de referència.
Així, per exemple, si un cos està girant al voltant d'un centre de forces fix, l'única força real que actua sobre el cos és la força d'atracció cap al centre de la trajectòria (força centrípeta) necessària, des del punt de vista d'un observador estacionari perquè el cos pugui descriure una trajectòria curvilínia. Aquesta força real, {\displaystyle F_{cp}}, (la tensió de la corda en l'exemple il·lustrat a la Figura) proporciona l'acceleració centrípeta característica de tot moviment curvilini.
No obstant això, un observador situat en un referencial en el qual el cos estigui en repòs (referencial en rotació [x, y, z] i, per tant, no inercial) observarà que el cos no presenta cap acceleració en la direcció de la força aplicada {\displaystyle F_{cp}}(que podrà mesurar intercalant un dinamòmetre a la corda de la Figura). Per reconciliar aquest resultat amb el requeriment que la força neta que actua sobre el cos sigui nul·la, l'observador imagina l'existència d'una força igual i de sentit oposat a la força centrípeta; és a dir, postula l'existència d'una força centrífuga, {\displaystyle F_{cp}} que no té existència real i que només és útil a l'observador no-inercial per poder escriure la segona Llei de Newton en la forma usual.
Posem un altre exemple per aclarir el concepte. Imaginem un passatger en un automòbil que pren un revolt tancat cap a l'esquerra amb una certa velocitat. La inèrcia associada a la massa del passatger s'oposa a qualsevol canvi de direcció de moviment d'aquest, impel·lint a continuar la seva inicial trajectòria rectilínia. Ja que l'automòbil gira cap a l'esquerra, el passatger se sent desplaçat cap a la porta situada a la seva dreta. Una vegada que el passatger estableix contacte amb la porta, aquesta exercirà sobre el passatger la força centrípeta necessària perquè, igual que l'automòbil, pugui girar cap a l'esquerra. El fregament entre el seient i els pantalons del passatger també contribueix a contrarestar l'efecte centrífug i, si el viratge es produeix a baixa velocitat, pot ser suficient per impedir que el passatger es llisqui sobre el seient i proporcionar la força centrípeta necessària per al viratge.

## Acceleració centrípeta
La força que provoca el moviment circular es denomina força centrípeta. Un objecte sobre el qual no actua cap força es mou en línia recta amb velocitat constant. Per fer que l'objecte es desviï d'un camí recte a un circular, ha d'exercir-s'hi una força centrípeta en angle recte a la velocitat de l'objecte, dirigida cap al centre del cercle. Atès que això provoca un canvi en la direcció de la velocitat de l'objecte, apareix una acceleració centrípeta, dirigida cap al centre.

## Història de concepcions de forces centrífugues i centrípetes
La concepció de força centrífuga ha evolucionat des del temps d'Huygens, Newton, Leibniz, i Hooke que va expressar concepcions primerenques d'ella. La seva concepció moderna com a la força fictícia que sorgeix dins una referència de rotar el marc evolucionat dins els segles divuitens i dinovens.
La força centrífuga també ha jugat una funció dins debat en mecànics clàssics sobre detecció de moció absoluta. Newton va suggerir dos arguments per respondre la pregunta de tant si es pot detectar la rotació absoluta: el rotant argument de galleda, i el rotant argument d'esferes. Segons Newton, en cada escenari la força centrífuga seria acatada en el marc local de l'objecte (el marc on l'objecte és immòbil) només si el marc rotava amb respecte a espai absolut. Gairebé dos segles més tard, el principi de Mach va ser proposat on, en comptes de rotació absoluta, la moció dels astres distants relatius al marc inert local dona augment a través d'alguns (hipotètic) llei física a la força centrífuga i altres efectes d'inèrcia. Avuiha la vista és basada a la idea d'un marc inert de referència, quins observadors de privilegis pel qual les lleis de físiques duen en la seva forma més simple, i en particular, marcs que no utilitza forces centrífugues en les seves equacions de la moció dins ordena per descriure mocions correctament.
L'analogia entre força centrífuga (de vegades solgut crear gravetat artificial) i les forces gravitatòries van portar al principi d'equivalència de relativitat general.

## Sistema de referència inercial
Quan s'observa des d'un sistema de referència inercial, el que realment ocorre és que, per exemple en un cotxe, la inèrcia del passatger s'oposa a qualsevol canvi de direcció de moviment i manté el passatger en la inicial línia recta. Des d'aquest punt de vista, l'única raó per la qual el passatger es vegi impulsat cap a un costat del cotxe és que la persona encara viatja en una línia recta, i el cotxe ha accelerat. Un cop que el passatger arriba fins a la porta lateral del cotxe, el cotxe és capaç d'aplicar-hi la força centrípeta al passatger per accelerar-lo juntament amb el cotxe.
La fricció entre el seient i els pantalons del passatger també contraresten la força centrífuga, a baixa velocitat impedeix que els passatgers llisquin del seient; la fricció és l'única causant d'això. Per una altra banda, el passatger exerceix una força reactiva contra la porta: segons la segona definició, aquesta força també s'anomenaria força centrífuga.

## Confusió sobre el terme
Existeix confusió sobre el terme força centrífuga a causa d'aquestes dues definicions diferents. Segons una d'elles, la força centrífuga actua sobre l'objecte i és una força inercial, que només existeix en sistemes de referència giratoris. L'altra força que també s'ha denominat força centrífuga és la vertadera força de reacció exercida per l'objecte.
Per aquesta raó, els professors de ciència en els últims anys tendeixen a treure importància a la força centrífuga quan ensenyen el moviment circular, i en el seu lloc donen preferència a la força centrípeta, atès que és la força responsable de mantenir el moviment circular i l'acceleració centrípeta. Generalment es recomana parlar de física de rotació emprant només sistemes de referència inercials, evitant així la necessitat de pensar en acceleracions centrífugues.

## Aplicacions
Les operacions de nombrós comú rotant els sistemes mecànics són més fàcilment conceptualitzat en termes de força centrífuga.
Per exemple:
- Un governador centrífug regula la velocitat d'un motor per utilitzar filar concentra aquell moviment radialment, ajustant l'acceleració, mentre la velocitat de canvis del motor. En el marc de referència de les masses de filatura, la força centrífuga causa el moviment radial.
- Un embragatge centrífug és utilitzat en motor petit-dispositius alimentats com encadenar serres, go-karts i helicòpters de model. Permet el motor per arrencar i ociós sense conduir el dispositiu però automàticament i suaument compromet la unitat mentre la velocitat de motor ascendeix. Fre de bidó inert ascendents utilitzat en escalada de rock i els carrets d'inèrcia van utilitzar en moltes cintes d'escó de l'automòbil operen en el mateix principi.
- Es poden soler les forces centrífugues generar gravetat artificial, tan dissenys proposats dins per rotar estacions espacials. La Gravetat de Mart Biosatellite hauria estudiat els efectes de Mart-gravetat de nivell en ratolins amb la gravetat simulada d'aquesta manera.
- Càsting d'espín i centrífug llançar és mètodes de producció aquell ús força centrífuga per dispersar metall líquid o plàstic durant l'espai negatiu d'un motlle.
- Les centrifugadores són utilitzades en ciència i indústria per separar substàncies. En el marc de referència filar amb la centrifugadora, la força centrífuga indueix un gradient de pressió hidroestàtic en fluid-els tubs omplerts van orientar perpendiculars a l'eix de rotació, donant augment a gran flotant obliga quina empenta partícules de densitat baixa cap a l'interior. Els elements o les partícules més densos que el moviment fluid cap enfora sota la influència de la força centrífuga. Això és eficaçment Arquimedes principi com generat per força centrífuga com oposat a ser generat per gravetat.
- Alguns passejos de distracció fan ús de forces centrífugues. Per a cas, un Gravitronha genets de forces de l'espín contra una tàpia i permet genets per ser elevats per sobre del fons de la màquina en resistència de la gravetat de la terra.[11]

No obstant això, tot de també es poden descriure aquests sistemes sense requerir el concepte de força centrífuga, en termes de mocions i forces en un marc immòbil, al cost de dur una mica més cura en la consideració de forces i mocions dins del sistema.